# Station Kiewit
Station Kiewit is een spoorweghalte op spoorlijn 21A (Hasselt - Genk) in het gehucht Kiewit van de stad Hasselt. De stopplaats bevindt zich onder de spoorwegbrug van de N74, de weg van Hasselt naar Eindhoven.
De stopplaats werd in 1972 geopend vlak bij de toenmalige Philipsfabrieken, waar op dat moment ruim 5000 personen werkten. De opzet was om de verkeersstroom op de drukke weg Hasselt - Eindhoven veroorzaakt door het woon-werkverkeer van de personeelsleden van de fabriek te verminderen. De stopplaats wordt ook gebruikt door de leerlingen van de nabijgelegen secundaire school en door de ter plaatse wonende pendelaars.
Met de invoering van het IC/IR-plan in 1984 werd de stopplaats gesloten, maar vijf jaar later werd ze heropend. Toen de Philipsfabriek in 2003 werd gesloten bleef de stopplaats gewoon bestaan.
Tijdens het Pukkelpop-festival wordt de stopplaats gebruikt voor de aan-en afvoer van de duizenden festivalgangers. Er worden dan pendeltreinen ingelegd tussen station Hasselt en de stopplaats Kiewit die op een halve kilometer van de festivalweide ligt.
Vanaf april 2021 worden de perrons verhoogd en vernieuwd. Er komen nieuwe schuilhuisjes, signalisatie, verlichting en blindengeleidentegels. Hierdoor zal het station integraal toegankelijk zijn voor personen met een beperking. De perrons schuiven ook 15 meter op richting Hasselt om te vermijden dat de overweg Kiewitstraat gesloten blijft wanneer de trein aan het perron staat. Deze werken zullen gefaseerd verlopen en duren tot midden 2022. Begin 2025 werden ten slotte liften geïnstalleerd. 

## Treindienst
| Serie       | Treinsoort          | Route                                                                    | Bijzonderheden             |
| ----------- | ------------------- | ------------------------------------------------------------------------ | -------------------------- |
| IC 03       | Intercity (NMBS)    | Genk – Leuven – Brussel-Zuid – Gent-Sint-Pieters – Brugge – Blankenberge |                            |
| P 2350      | Piekuurtrein (NMBS) | Hasselt – Genk                                                           | Rijdt alleen op werkdagen. |
| P 7300/8300 | Piekuurtrein (NMBS) | Genk – Hasselt – Leuven – Brussel-Zuid                                   | Rijdt alleen op werkdagen. |
| P 7310/8310 | Piekuurtrein (NMBS) | Leuven – Hasselt – Genk                                                  | Rijdt alleen op werkdagen. |
| P 7370/8370 | Piekuurtrein (NMBS) | Genk – Hasselt                                                           | Rijdt alleen op werkdagen. |

## Galerij

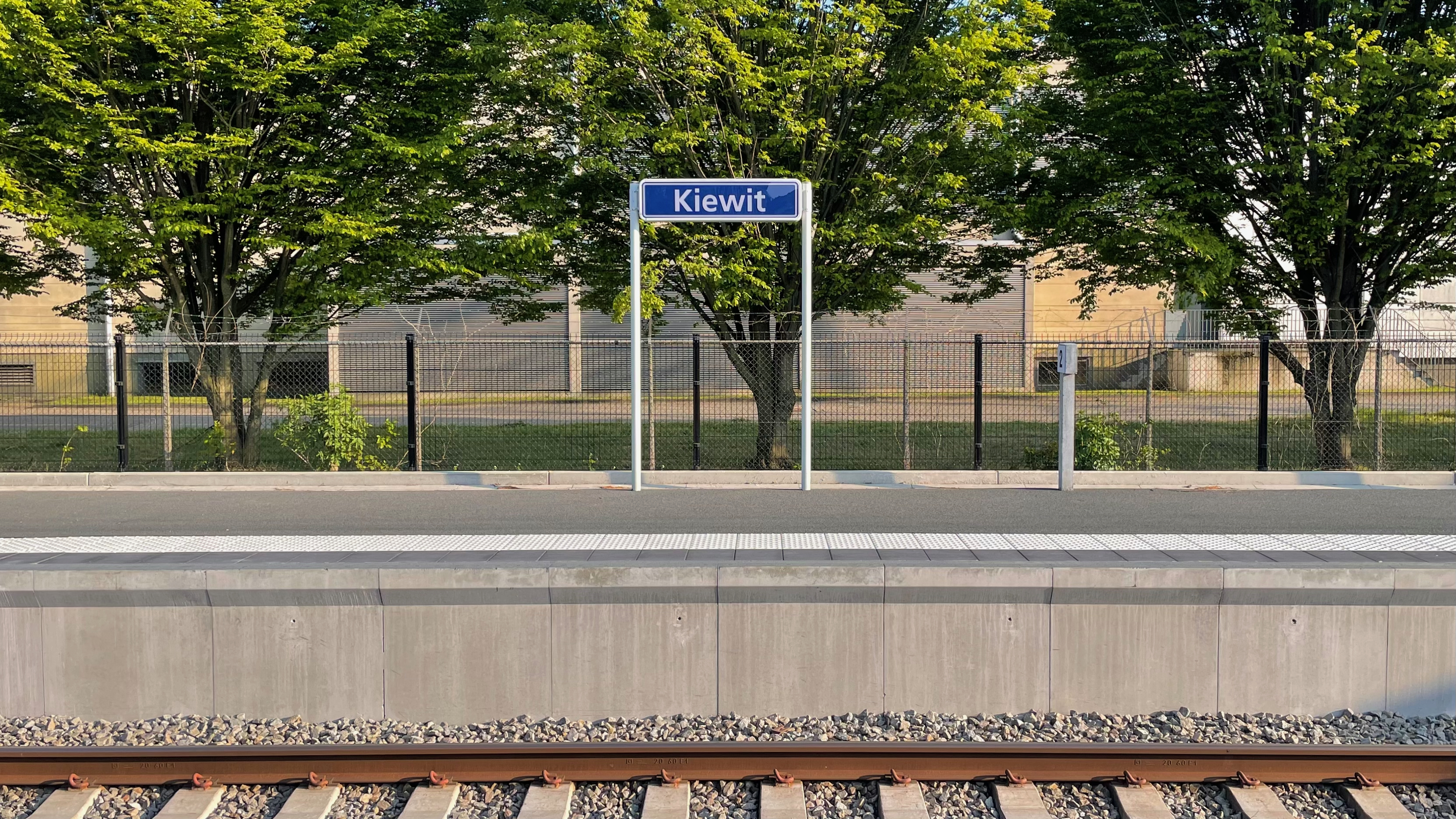
Plaatsnaambord
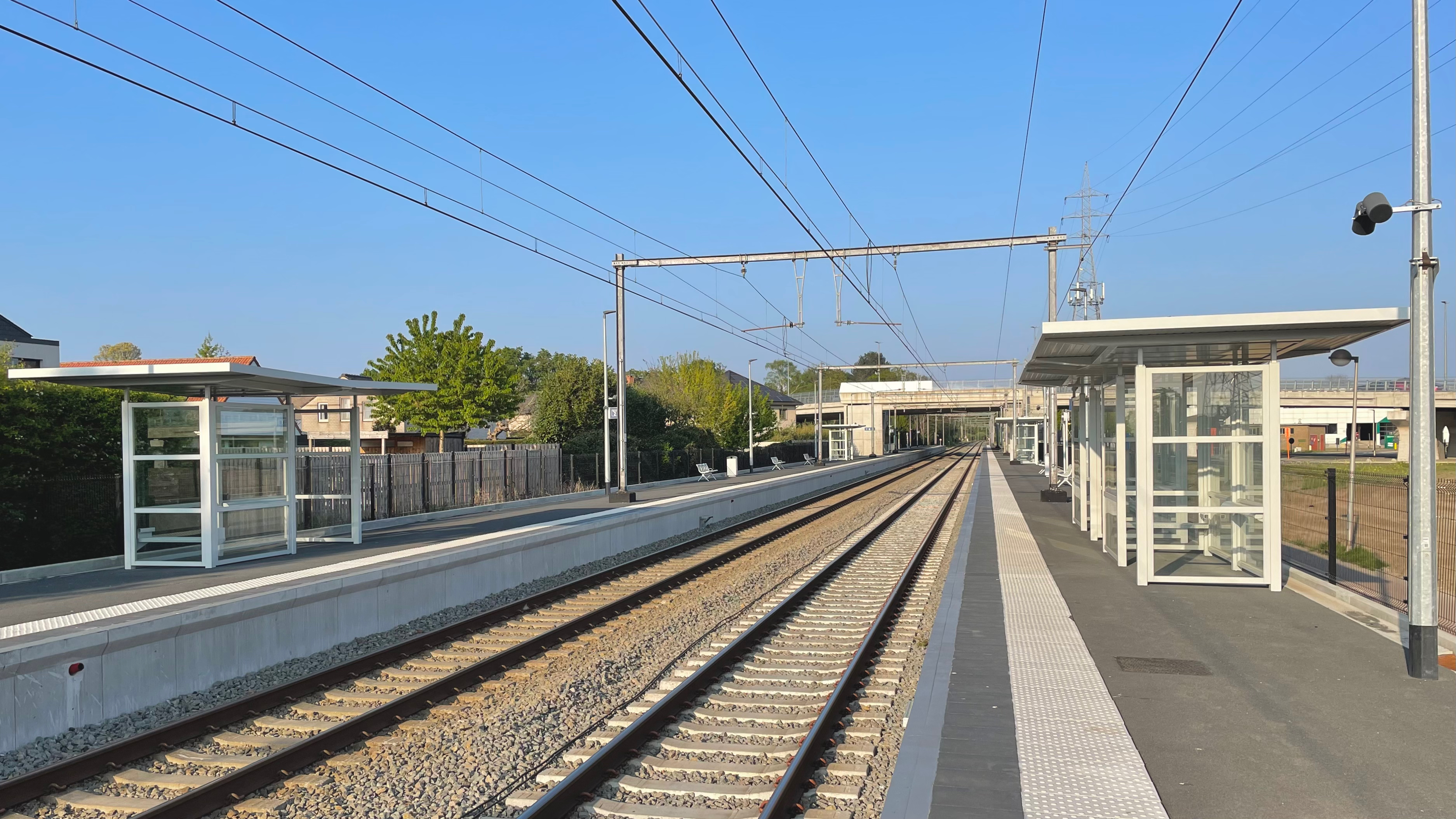
Zicht op het perron
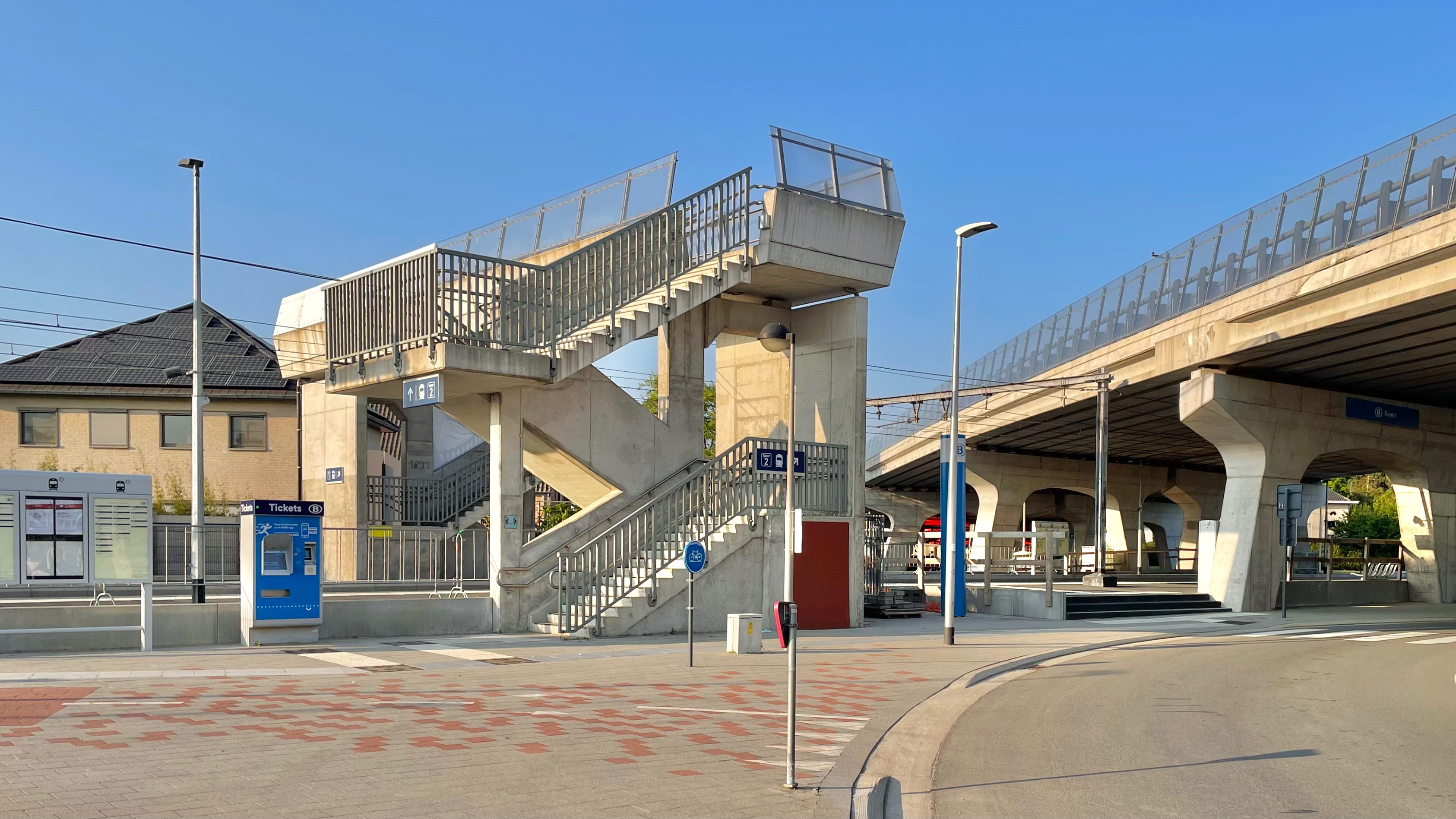
Toegang tot het station
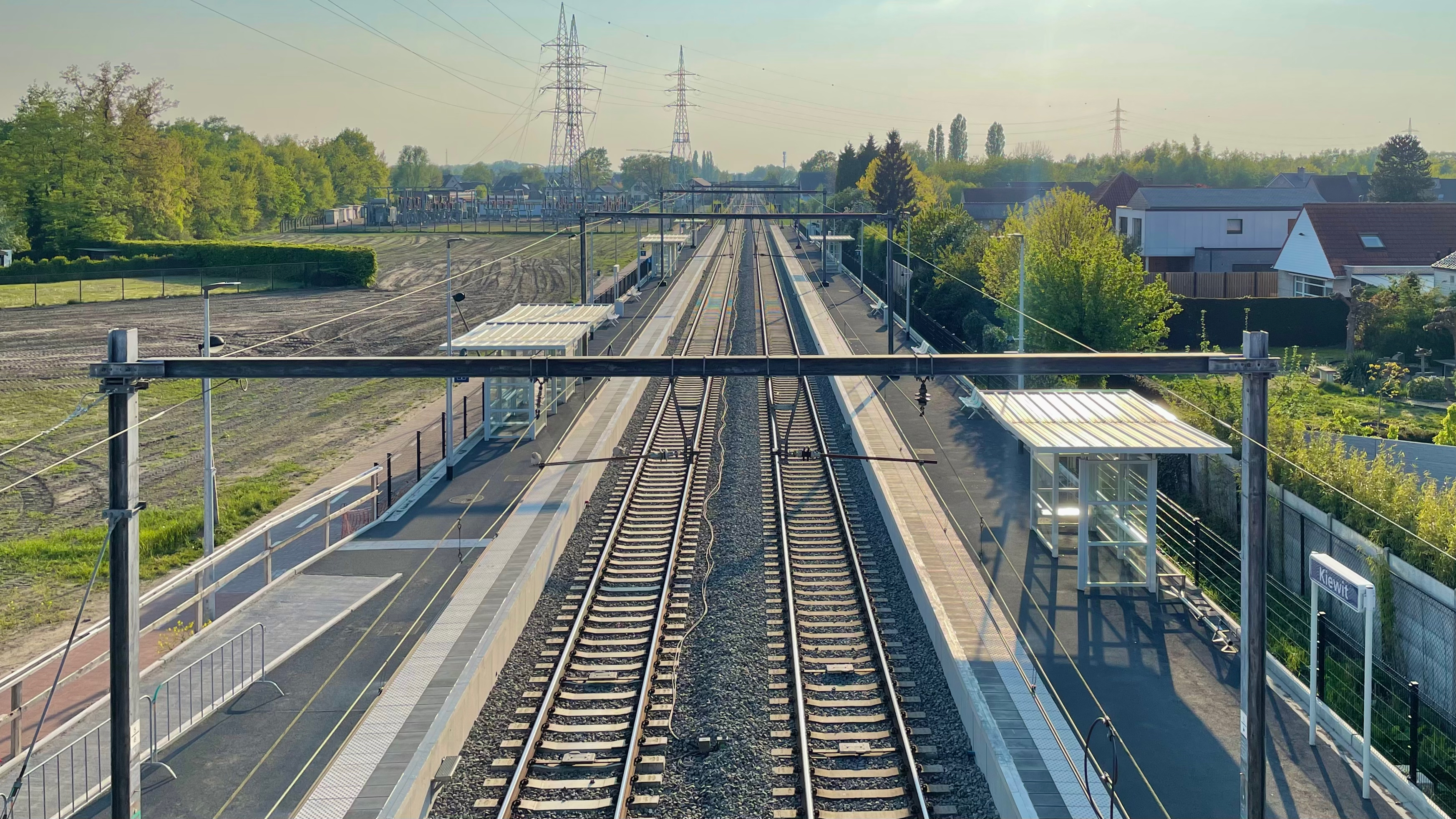
Zicht op de sporen

## Reizigerstellingen
De grafiek en tabel geven het gemiddeld aantal instappende reizigers weer op een week-, zater- en zondag.
| Tabel: aantal instappende reizigers station Kiewit | Tabel: aantal instappende reizigers station Kiewit | Tabel: aantal instappende reizigers station Kiewit | Tabel: aantal instappende reizigers station Kiewit |
|                                                    | Weekdag                                            | Zaterdag                                           | Zondag                                             |
| -------------------------------------------------- | -------------------------------------------------- | -------------------------------------------------- | -------------------------------------------------- |
| 1977                                               | 87                                                 | 2                                                  | 2                                                  |
| 1978                                               | 78                                                 | -                                                  | -                                                  |
| 1979                                               | 114                                                | 4                                                  | 1                                                  |
| 1980                                               | 120                                                | 4                                                  | 5                                                  |
| 1981                                               | 188                                                | 3                                                  | 7                                                  |
| 1982                                               | 147                                                | 4                                                  | 3                                                  |
| 1983                                               | 74                                                 | 6                                                  | 3                                                  |
| 1984                                               | -                                                  | -                                                  | -                                                  |
| 1985                                               | -                                                  | -                                                  | -                                                  |
| 1986                                               | -                                                  | -                                                  | -                                                  |
| 1987                                               | -                                                  | -                                                  | -                                                  |
| 1988                                               | -                                                  | -                                                  | -                                                  |
| 1989                                               | 125                                                | 20                                                 | 58                                                 |
| 1990                                               | 197                                                | 40                                                 | 92                                                 |
| 1991                                               | 241                                                | 33                                                 | 127                                                |
| 1992                                               | 229                                                | 50                                                 | 130                                                |
| 1993                                               | 262                                                | 83                                                 | 179                                                |
| 1994                                               | 314                                                | 49                                                 | 224                                                |
| 1995                                               | 307                                                | 78                                                 | 178                                                |
| 1996                                               | 340                                                | 59                                                 | 177                                                |
| 1997                                               | 367                                                | 72                                                 | 211                                                |
| 1998                                               | 366                                                | 57                                                 | 222                                                |
| 1999                                               | 285                                                | 60                                                 | 218                                                |
| 2000                                               | 301                                                | 60                                                 | 210                                                |
| 2001                                               | 375                                                | 94                                                 | 182                                                |
| 2002                                               | 273                                                | 93                                                 | 177                                                |
| 2003                                               | 355                                                | 62                                                 | 198                                                |
| 2004                                               | 302                                                | 70                                                 | 198                                                |
| 2005                                               | 390                                                | 60                                                 | 186                                                |
| 2006                                               | 367                                                | 97                                                 | 161                                                |
| 2007                                               | 494                                                | 60                                                 | 210                                                |
| 2008                                               | -                                                  | -                                                  | -                                                  |
| 2009                                               | 330                                                | 75                                                 | 201                                                |
| 2010                                               | -                                                  | -                                                  | -                                                  |
| 2011                                               | -                                                  | -                                                  | -                                                  |
| 2012                                               | 482                                                | 84                                                 | 262                                                |
| 2013                                               | 433                                                | 131                                                | 178                                                |
| 2014                                               | 635                                                | 124                                                | 172                                                |
| 2015                                               | 615                                                | 111                                                | 136                                                |
| 2016                                               | 555                                                | 111                                                | 254                                                |
| 2017                                               | 533                                                | 88                                                 | 167                                                |
| 2018                                               | 737                                                | 88                                                 | 326                                                |
| 2019                                               | 670                                                | 107                                                | 219                                                |
| 2020                                               | 267                                                | 32                                                 | 95                                                 |
| 2021                                               | -                                                  | -                                                  | -                                                  |
| 2022                                               | 415                                                | 66                                                 | 77                                                 |
| 2023                                               | 620                                                | 137                                                | 225                                                |
| 2024                                               | 759                                                | 107                                                | 198                                                |

## Afbeeldingen

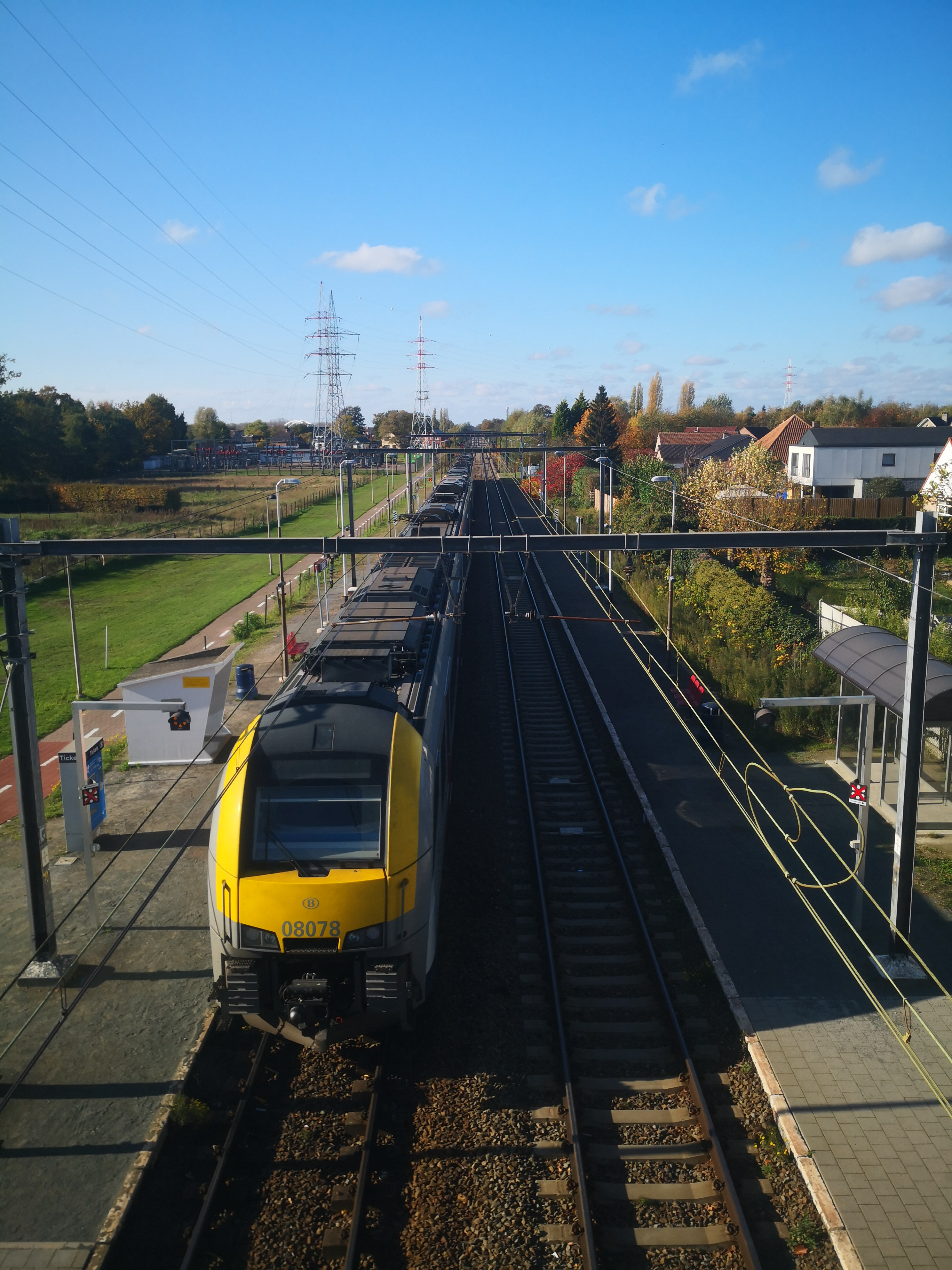
Station Kiewit met Desiro MS08/AM08 trein naar Hasselt. 2020
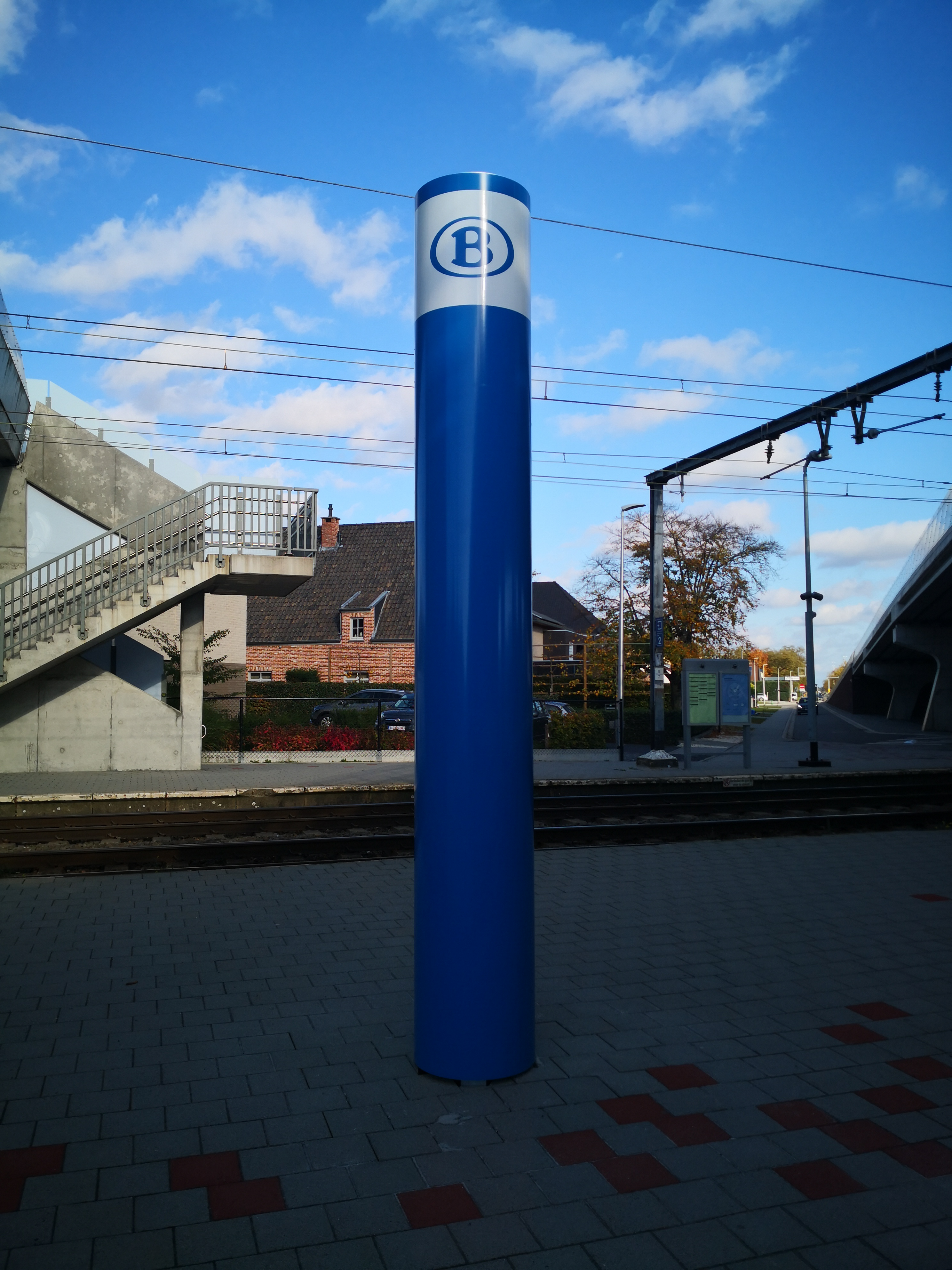
NMBS totempaal in station Kiewit 2020
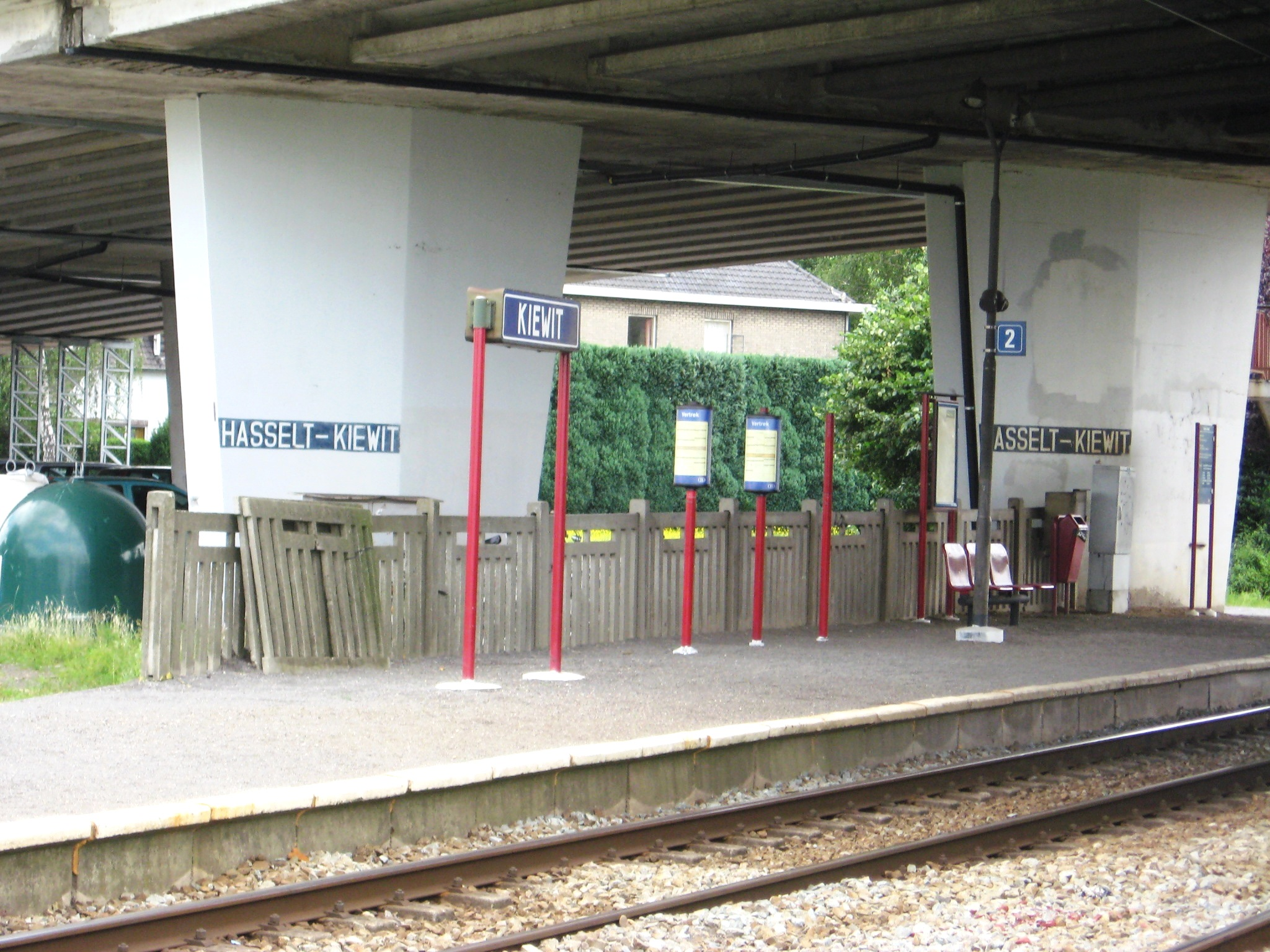
Station Kiewit 2007

0,0: Hasselt ·
1,7: Kuringen ·
4,9: Kiewit ·
9,5: Bokrijk ·
12,2: Boxbergheide ·
(15,7: Genk) ·
14,8: Winterslag ·
19,3: Zwartberg ·
21,8: Waterschei ·
22,8: As ·
28,3: Opoeteren-Dilsen ·
31,7: Rotem ·
34,3: Elen ·
39,2: Maaseik